# Покра
Покра або Пакора чи Покора — давній андський народ, котрий створив власну державу. Деякий час суперничав за владу у прибережній зоні з інками. Багато в чому успадкувало від цивілізації Уарі. У 1440-х роках було підкорено Тауантінсую.

## Географія
Плем'я покра утворило державу на території сучасної провінції Ла-Мар регіону Аякучо (Перу), біля сучасного м. Уаманга.

## Історія
Початок існування народу покра немає чітких відомостей. На думку більшості дослідників він тривалий час підпорядковувався володарям держави Уарі. Культура останньою значно вплинуло на організації державних органів і державного апарату покра. Народ мешкав уздовж річки Анкоягу (сучасна річка Мантаро).
З початком занепаду Уарі покра зуміли створити власну державу, яка в багато в цьому копіювала занепалу Уарі. Проте як держава Покра утворилася не відразу після занепаду Уарі. Втім до середини XIV ст. Покра перетворилася у потужну державу неподалік від узбережжя Тихого океану. Держава Покра простягалася від містечка Майонмарка (в області Андауайлас), на південному сходу — з племенами рукано і сора.
Згодом встановлюються дружні стосунки з племенами чанка, що прийшли з півночі. Завдяки цьому союзу Покра досягла ще більшого піднесення, ставши одним з потужніших державних організацій в Андах. В союзі з чанками війська покра виступили проти намірів інків розширити свої кордони. За деякими відомостями війська Покра брали участь у поході чанка проти куско у 1438 році.
Після цього покра відступили до своїх споконвічних володінь, ще раз підтвердив союз з рукано і сора. Напочатку 1440-х років держава Покра стикнулася з військами інками на чолі з Апу Конде Майта. У битві при Вілька покра зазнали важкої поразки. Після цього війна перейшла на територію покра. Слідом за цим з військом сюди вдерся Сапа Інка Пачакутек. Покра тривалий час (за різними джерелами — від 6 до 10 років) чинили спротив інкам. Зрештою інки остаточно підкорили цю державу, перетворивши її на уамані (провінцію) чверті-сую Чинчайсую з адміністративним центром Паукарай. деякі покра залишили батьківщину й перебрали на північний схід до джунглів.

## Мова
Мова народу покра вважається членом протоаймарської мовної родини. На думку деяких дослідників мова покра була рідною до зниклої мови пукіна та сучасної мови аймара.